# Óscar Lara Aréchiga
Óscar Javier Lara Aréchiga (Culiacán, Sinaloa, 26 de noviembre de 1951-Culiacán, Sinaloa, 8 de octubre de 2017) fue un político y economista mexicano, miembro del Partido Revolucionario Institucional (PRI). Entre los cargos públicos que ocupó está el de Secretario de Administración y Finanzas de Sinaloa y diputado federal de 2009 a 2012.

## Biografía
Fue licenciado en Economía egresado de la Universidad Autónoma de Sinaloa, tenía estudios de posgrado en Formulación y Evaluación de Proyectos Agroindustriales por la Secretaría de Educación Pública, Nacional Financiera y el Banco Interamericano de Desarrollo, así como en Alta Dirección AD-2.
Realizó gran parte de su carrera profesional en instituciones bancarias. En el entonces Banco del Noroeste de México (Banoro), fue de 1974 a 1975 subgerente de sucursal en Los Mochis, de 1975 a 1978 gerente de Planeación en Culiacán y de 1978 a 1983 fue subdirector regional en la Ciudad de México. Tras la nacionalización de la banca en 1982 decretada por el presidente José López Portillo, pasó a formar parte de Banco del Atlántico, en el que continuó como subdirector regional hasta 1984 y luego director regional de 1984 a 1986.
De ahí pasó a la casa de bolsa Estrategia Bursátil, donde fue director regional de 1986 a 1990, y director adjunto de planeación de 1990 a 1992. En 1992,Banoro fue privatizado y regresó a dicha institución como director general adjunto de 1992 a 1993 y director general de 1993 a 1996. De 1998 a 1999 fue consejero de Grupo Viz S.A. de C.V.
En 1999 inició su carrera política al ser nombrado secretario de Administración y Finanzas del gobierno de Sinaloa al asumir el cargo el gobernador Juan S. Millán. Permaneció en el cargo todo el gobierno de Millán, has su término en 2004 y ratificado en el mismo cargo dicho año por su sucesor, Jesús Aguilar Padilla.
Renunció a la secretaria en 2009 después de ejercer el cargo por diez años continuos, para ser postulado candidato del PRI a diputado federal por el Distrito 7 de Sinaloa y siendo elegido para la LXI Legislatura que concluyó en 2012. En la Cámara de Diputados fue presidente de la comisión de Recursos Hidráulicos; e integrante de la comisión de Presupuesto y Cuenta Pública; y de la comisión Especial del Seguimiento de la Implementación de la Reforma Constitucional en materia de fiscalización, evaluación y armonización contable.
Durante su gestión pública se caracterizó por iniciar un número importante de empresas, de diversos giros, pero sobre todo dedicadas a la minería, muchas de ellas en sociedad con su hermano José Luis Lara Aréchiga. En 2012, al asumir el gobierno de la república Enrique Peña Nieto, lo nombró subdirector general de la Comisión Nacional del Agua, cargo al que renunció al año siguiente para dedicarse a sus negocios particulares.
En 2016 manifestó su interés en ser candidato del PRI a gobernador de Sinaloa, sin embargo el postulado fue Quirino Ordaz Coppel. Falleció el 8 de octubre de 2017 en la ciudad de Culiacán a causa de un padecimiento de cáncer.

### Acusaciones
En mayo de 2017, poco antes de su fallecimiento, se dio a conocer que una juez de Andorra investigaba cuentas bancarias suyas por 6 millones de dólares ubicada en paraísos fiscales como Panamá o las Antillas Neerlandesas, y en las que habría movido hasta 16.8 millones de dólares; ante lo cual, declaró desconocer dichas imputaciones y negó enfáticamente cualquier relación con dichas investigaciones.
El caso resurgió en diciembre de 2022, cuando nuevamente se anunció que una juez andorrana investigaba el entorno de Lara Aréchiga, particularmente a sus hijos por blanqueo de capitales y presuntos vínculos con el Cártel de Sinaloa, lo que fue nuevamente negado, esta vez por sus hijos.
El 2 de enero de 2023, nuevamente en el diario El País, se dieron a conocer nuevos señalamientos en su contra, y esta vez también de su esposa Beatriz del Carmen Teresita Esquer de Lara y su hermano José Luis Lara Aréchiga, por haber movido hasta 51 millones de dólares a cuentas de sociedades ficticias en paraísos fiscales. En adición se le señala también por presunto lavado de dinero del Cártel de Sinaloa, a través de la empresa Grupo Viz, propiedad de Jesús Vizcarra Calderón y donde Lara Aréchiga laboró de 1998 a 1999.